# Nindjé
Nindjé est un village de la région du Littoral du Cameroun, situé dans la commune de Ndom. 

## Population et développement
En 1967, la population de Nindjé était de 672 habitants, essentiellement des Babimbi du peuple Bassa. La population de Nindjé était de 179 habitants dont 91 hommes et 88 femmes, lors du recensement de 2005.  

## Personnalités nées à Nindjé
- Bassek Ba Kobhio (1957-), écrivain et réalisateur
- Mataga Philippe, diplomate, ambassadeur, directeur du cabinet civil de la présidence, et ministre de gouvernements de la république du Cameroun.